# La Jarrie-Audouin
La Jarrie-Audouin település Franciaországban, Charente-Maritime megyében. Lakosainak száma 272 fő (2022. január 1.). La Jarrie-Audouin Antezant-la-Chapelle, Coivert, Loulay, Saint-Martial, Saint-Pierre-de-l’Isle és Vergné községekkel határos.

## Népesség
A település népességének változása:
| Lakosok száma | 302  | 278  | 268  | 254  | 292  | 273  | 265  | 274  | 278  | 272  |
|               | 1968 | 1982 | 1990 | 2006 | 2013 | 2015 | 2017 | 2019 | 2020 | 2022 |